# حسين عبد الستار
حسين عبد الستار (مواليد 10 نوفمبر 1972، شيكاغو) هو دكتور أمريكي من أصل باكستاني، متخصص في علم الأمراض الجراحي مع خبرة ومهارة في علم أمراض الثدي والنساء. وهو أستاذ مساعد ومحاضر ومدير مساعد لمساق الفزيولوجيا المرضية والعلاجات السريرية في كلية برتزكر للطب، يعمل في هذا المنصب كمرشد ومشرف ومستشار لطلبة المرحلة الثانية. بالإضافة إلى أنه يدرِّس دورات مراجعة في علم الأمراض التي طورها.

## مسيرته
وُلد حسين عبد الستار في 10 نوفمبر 1972 بشيكاغو، وبعد أن أكمل تعليمه الابتدائي في مدارس مسقط رأسه بالقرب من شيكاغو، التحق بجامعة شيكاغو حيث درس علم الأحياء واللغة العربية والحضارة الإسلامية. خلال هذه الفترة بدأ دراسة العلم الشرعية، ودراسة النحو العربي والفقه الحنفي وأصول الفقه على يد عدد من العلماء في شيكاغو.
سنة 1993، تخرج بدرجة بكالوريوس العلوم في علم الأحياء مع مرتبة الشرف من جامعة شيكاغو. وفي سنة 1996، حصل على الإجازة وهو ما زال طالبًا في الطب، وتوجه إلى سوريا ثم إلى إسلام آباد في باكستان لدراسة العلوم الشرعية واللغة العربية. ثم حصل على درجة الدكتوراه في الطب من كلية بريتزكر للطب في جامعة شيكاغو في عام 2001، وخضع لتدريب الإقامة في برنامج مشترك لعلم الأمراض التشريحي والسريري (AP/CP) في جامعة شيكاغو، حيث تم تعيينه رئيسًا للأطباء المقيمين خلال السنة الأخيرة من تدريبه. يعمل الدكتور عبد الستار حاليًا كأستاذ مساعد في علم الأمراض في جامعة شيكاغو، حيث يعمل كأخصائي علم الأمراض الجراحي الأكاديمي بدوام كامل مع تخصص في أمراض الثدي.
قام عبد الستار بتدريس طلبة الطب دورات مراجعة امتحان الترخيص الطبي الأمريكي (USMLE) لأكثر من عقد من الزمن.

## أعماله[8]
قام الدكتور عبد الستار بنشر عدة مقالات وملخصات بحثية، وشارك في 13 دراسة في مجال تخصصه تم تسجيلها في المركز الوطني لمعلومات التقانة الحيوية. وقام بتأليف كتاب (Fundamentals of Pathology) وهو من أشهر المراجع الطبية في علم الأمراض ومرجع مهم في امتحان الترخيص الطبي الأمريكي. كما قام بتأليف الفصل الخاص بالجهاز التناسلي الأنثوي والثدي من كتاب
(Robbins Basic Pathology)، إضافة إلى تأليفه كتاب أساسيات اللغة العربية التقليدية (Fundamentals of Classical Arabic).
- Fundamentals of Pathology, Pathoma LLC, 218 p, (ردمك 0983224609) (2011)
- Fundamentals of Classical Arabic (Volume 1): Conjugating Regular Verbs and Derived Nouns, Sacred Learning, Chicago, 95 p, (ردمك 0971276110) (2002)